# 오로스테크놀로지
오로스테크놀로지(Auros Technology Inc.)는 대한민국의 오버레이(Overlay) 계측장비 기업이다. 본사는 경기도 화성시 동탄산단6길 15-23에 위치해 있다. 대표이사는 이준우이다.

## 사업
반도체 노광 공정에서 주로 사용되는 오버레이 계측(MI, Metrology-Inspection) 장비를 전문 생산한다

## 역사
과거 Onto Innovation(ONTO US) Korea 출신의 연구원들이 2009년에 설립하였다

## 상장
2021년 2월 24일에 주관사를 키움증권으로 공모가 21,000원에 코스닥 시장에 상장하였다.

## 참고문헌
1. ↑  유안타證 주간추천주-SK하이닉스·네이버·오로스테크놀로지, 이데일리, 2023년 12월 16일
2. ↑  오로스테크놀로지, '주목받는 계측 장비 기술력' Not Rated - 키움증권, 뉴스핌, 2023년 12월 15일
3. ↑  “오로스테크놀로지, 2023년 부진한 업황에도 최대 매출 달성 전망”, 인사이트코리아, 2023년 12월 15일
4. ↑  오로스테크놀로지, 올해 이익 증가 기대-한국 이데일리 2025-02-28
5. ↑  백길현, 유안타증권 Company Report-오로스테크놀로지, 2023년 12월 13일